# Kisvállalati adó
A kisvállalati adó (rövid nevén: kiva) egy magyarországi adónem. Az egyszerűsített adónemek közé sorolható, mivel két, a vállalkozások által fizetendő adónemet kivált: a szociális hozzájárulási adót (szocho) és a társasági adót (tao). Korábban a szakképzési hozzájárulás kiváltására is alkalmas volt, egészen annak 2021-es megszüntetéséig.

## Története
Az adónemet 2013. január 1-jével, a kisadózó vállalkozások tételes adójával (kata) egyidejűleg vezette be a 2012. évi CXLVII. törvény a kisadózó vállalkozások tételes adójáról és a kisvállalati adóról.
A kisvállalati adó szerinti adózást bevezetése óta egyre több cég választja, az adóalanyok száma a 2010-es évek második felében indult rohamos emelkedésnek.
| Év   | Alanyok száma |
| ---- | ------------- |
| 2013 | 8200          |
| 2014 | 7800          |
| 2015 | 6625          |
| 2016 | 6500          |
| 2017 | 15 000        |
| 2018 | 28 899        |
| 2019 | 41 588        |
| 2020 | 53 126        |
| 2021 | 68 142        |

## Adótényállás

### Adóalany
A kiva alanya az alábbi cégformák bármelyike lehet, ha az éves bevétel nem haladja meg a 3 milliárd forintot, a foglalkoztatotti létszám pedig az 50 főt:
- betéti társaság (bt.)
- korlátolt felelősségű társaság (kft.)
- zártkörűen működő részvénytársaság (zrt.)
- egyéni cég (ec.)
- közkereseti társaság (kkt.)
- szövetkezet és a lakásszövetkezet
- erdőbirtokossági társulat
- végrehajtói iroda [5]
- ügyvédi iroda
- közjegyzői iroda
- szabadalmi ügyvivői iroda
- külföldi vállalkozó
- belföldi üzletvezetési hellyel rendelkező külföldi személy

### Adótárgy
Az adótárgy a vállalkozási tevékenység.

### Adóalap
A kiva adóalapja a személyi jellegű kifizetések és jóváhagyott osztalék összege, ami a kapott osztalékkal és a nettó tőkebevonással csökkenthető. A minimum adóalap legalább a személyi jellegű kifizetések összege.

### Adómérték
| Időszak                              | Az adóalaphoz viszonyítva |
| ------------------------------------ | ------------------------- |
| 2013. január 1. – 2016. december 31. | 16%                       |
| 2017. január 1. – 2017. december 31. | 14%                       |
| 2018. január 1. – 2019. december 31. | 13%                       |
| 2020. január 1. – 2020. december 31. | 12%                       |
| 2021. január 1. – 2021. december 31. | 11%                       |
| 2022. január 1-től                   | 10%                       |

### Adómentességek
A kisvállalati adót választó cégek mentesülnek a társasági adó (tao) és a szociális hozzájárulási adó (szocho) megfizetése alól, ide nem értve az osztalék után megfizetendő szocho-t.